# 旧州一塔
天平宝塔，俗称旧州一塔、旧州东塔或旧州塔，位于云南省大理州洱源县右所镇温水村委会元井村后山脚下，与附近的象鼻塔、制风塔成三足鼎立之势，并称“旧州三塔”。

## 历史
天平宝塔原为真济禅寺内的建筑，始建于南诏保和十二年（835年），明永乐七年（1409年）、清康熙年间曾进行修缮。1958年大跃进时期真济禅寺作为造纸厂使用，文化大革命期间寺庙、碑石被毁，塔底层部分塔砖被盗。2015年洱源县文体局组织修缮，修缮过程中发现一批文物。

## 建筑
天平宝塔是一座十一级方形密檐式实心砖塔。全塔高17.82米；塔基宽5.7米、高2.2米；塔身高14.12米，最下层塔身宽2.5米；塔刹高1.5米。陶质葫芦宝顶，石质方形基座边长5.5米、高2.2米。塔身最下层为石砌，宽2.5米，其上为砖砌。第一级东面设券门。各层塔身以砖砌叠涩出檐，逐层收分。第二层东、西面设佛龛，内置石刻佛像；南、北面设券洞，与塔心相通，其上逐级佛龛、券洞相互交错。

## 保护
1980年7月3日公布为第一批洱源县文物保护单位；1988年5月27日公布为第一批大理州文物保护单位；2012年1月7日作为“旧州三塔”之一公布为第七批云南省文物保护单位。